# Chapelle Saint-Théleau (Plogonnec)
La chapelle Saint-Théleau est un lieu de culte catholique situé dans la commune de Plogonnec, dans le département du Finistère, en Bretagne. Elle fut construite sous l'invocation de saint Théleau à la fin du XVe siècle dans le style cornouaillais.
L'ensemble architectural est classé « monument historique » en 1914.

## Description
La chapelle date du XVIe siècle (le mur du croisillon sud du transept porte la date de 1573) classé monument historique en 1914. (pardon le dernier dimanche de juin). En forme de croix latine et à chevet plat, sa façade sud a été remaniée en 1775 ; son pignon ouest est orné d'une belle porte gothique, surmontée d'une galerie en encorbellement et à balustrade aveugle ; deux autres portes gothiques avec fleurons et pinacles ornent  la façade sud et le mur sud-ouest ; deux tourelles pyramidales se trouvent de part et d'autre du clocher. La sacristie date de 1695 ; le clocher a été victime de la foudre en 1976.
Jean-Marie Abgrall décrit en ces termes la chapelle Saint-Théleau en 1910 :

« [La chapelle] a un portail ouest très riche avec porte à claurures et sculptures, galerie haute, deux tourelles découronnées, joli clocher à jour avec clochetons et lucarnes d'un travail très original. Contre la belle tourelle du sud est une inscription qui donne la date de 1544. Les portes donnant sur le côté midi sont aussi bien ornementées et sur le placître se dresse un vieux calvaire avec quelques statues mutilées. À l'intérieur de la chapelle, on peut remarquer un banc de pierre qui règne autour des transepts. Au retable du maître-autel est un bas-relief très artistique représentant saint Théleau en chape, mitre et crosse, à cheval sur un cerf qui court à toute vitesse vers un château situé sur une haute montagne. C'est un épisode de la légende du saint. »

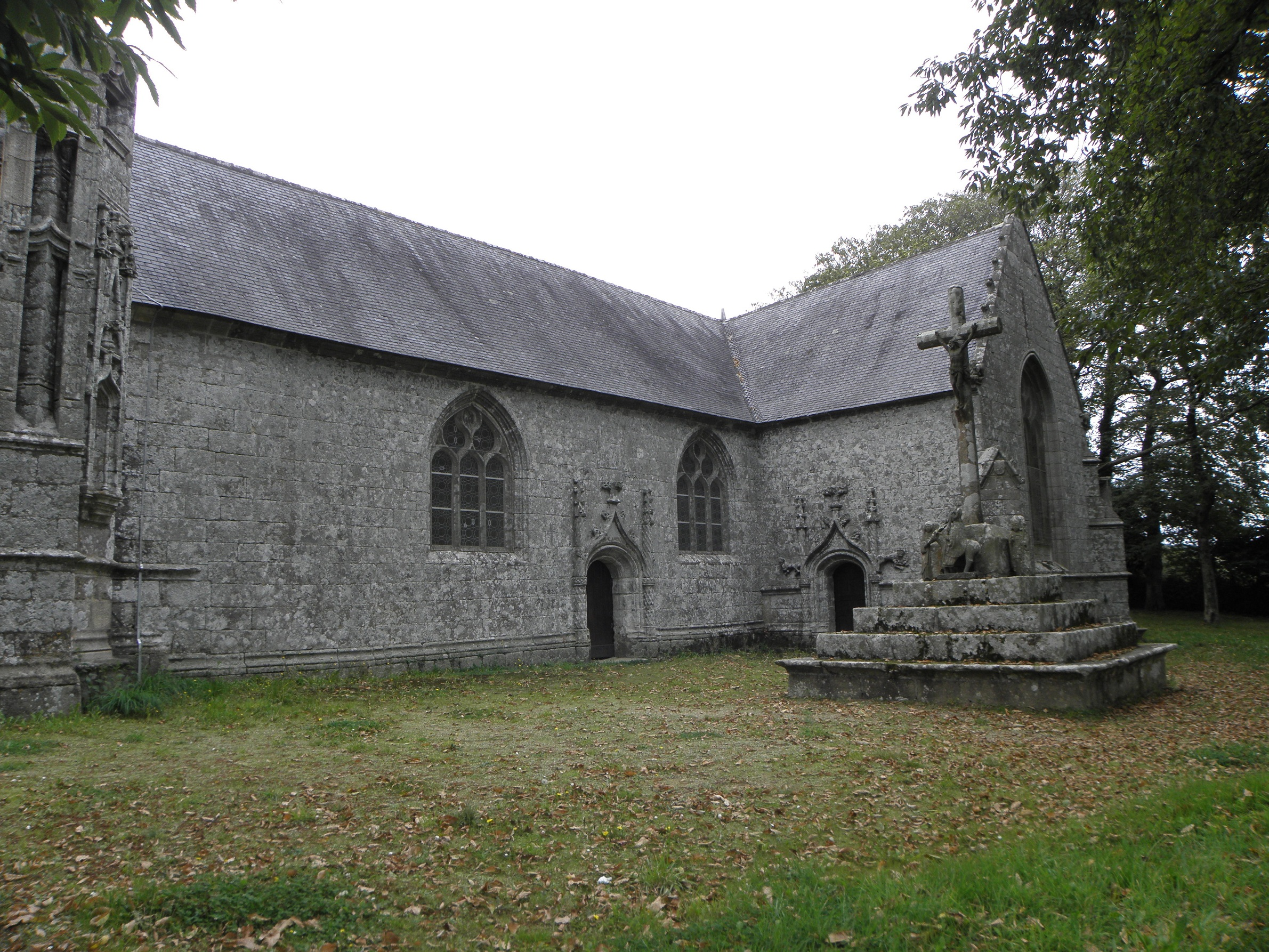
Plogonnec : la chapelle Saint-Théleau et son calvaire.
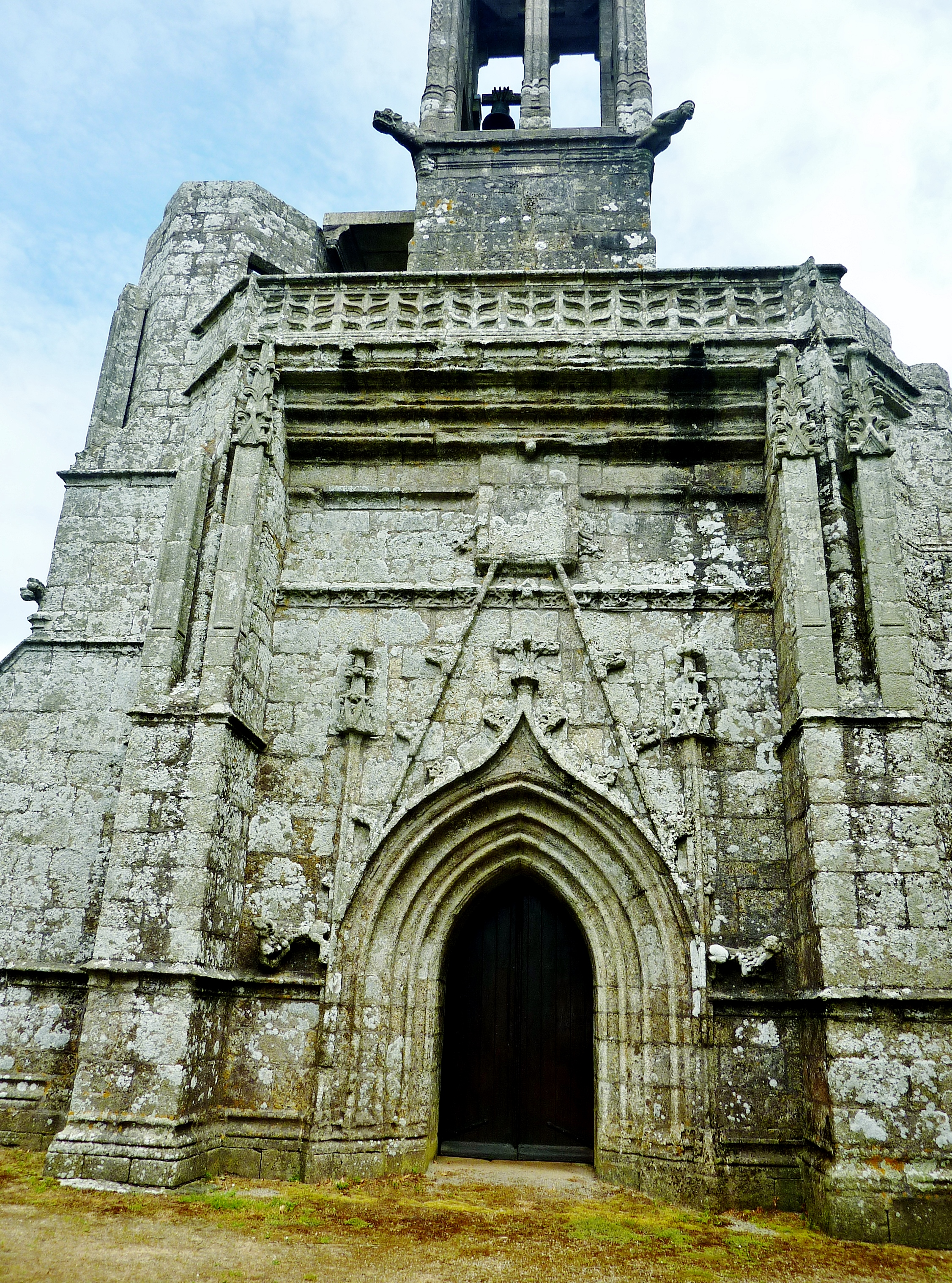
Plogonnec : chapelle Saint-Théleau, portail et galerie de la porte occidentale.
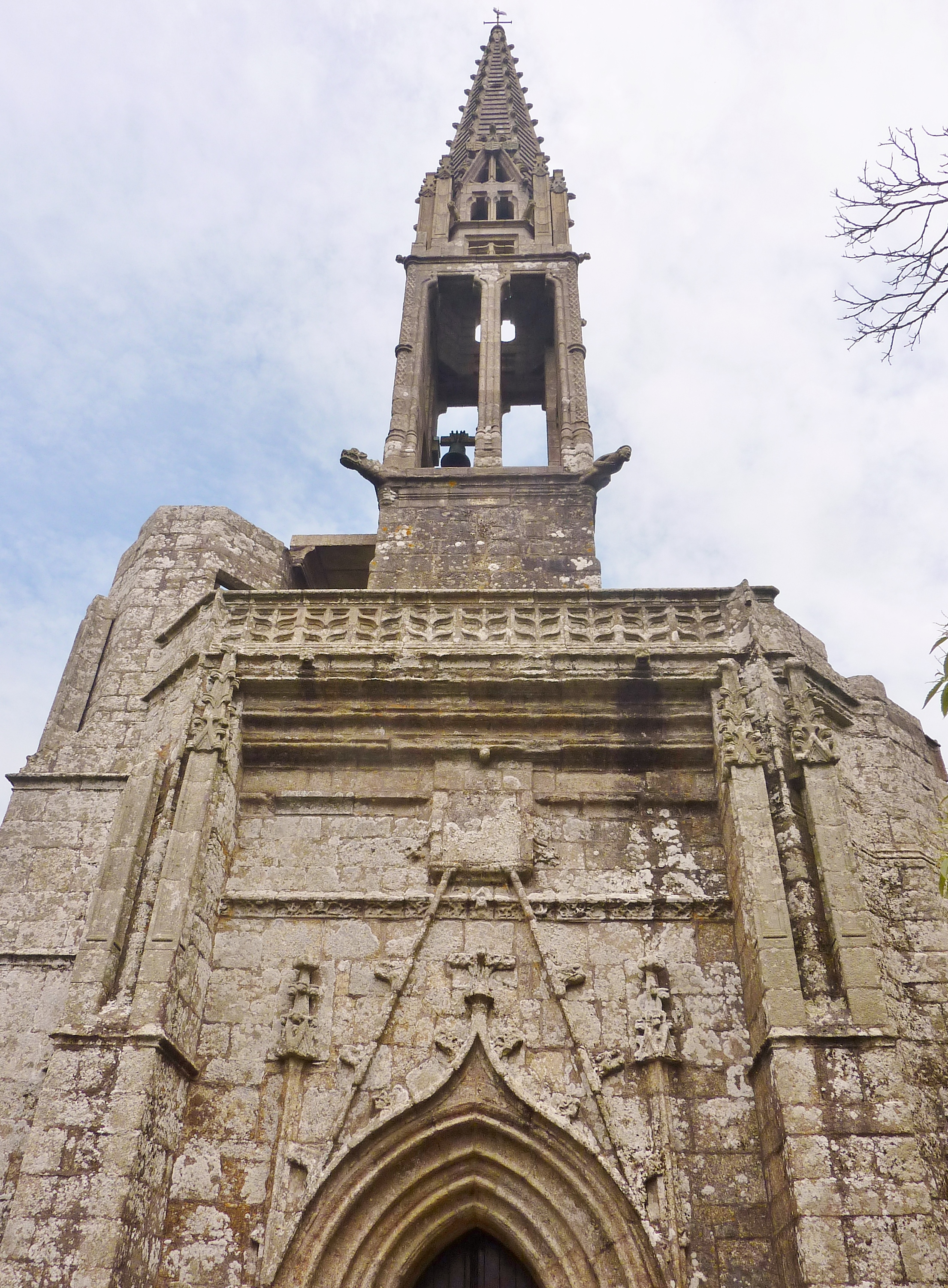
Plogonnec : chapelle Saint-Théleau, le clocher.
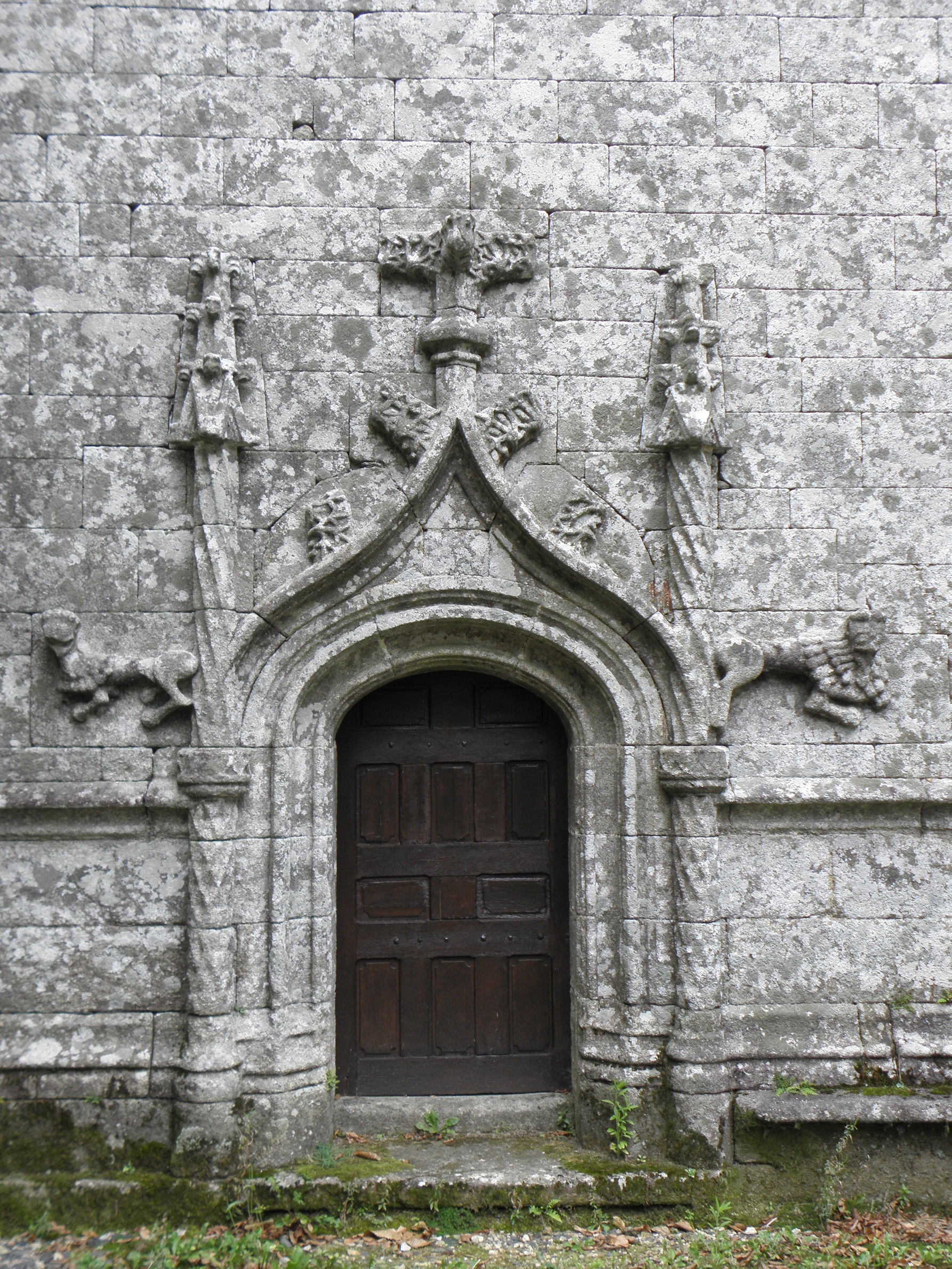
Porte occidentale du transept sud.
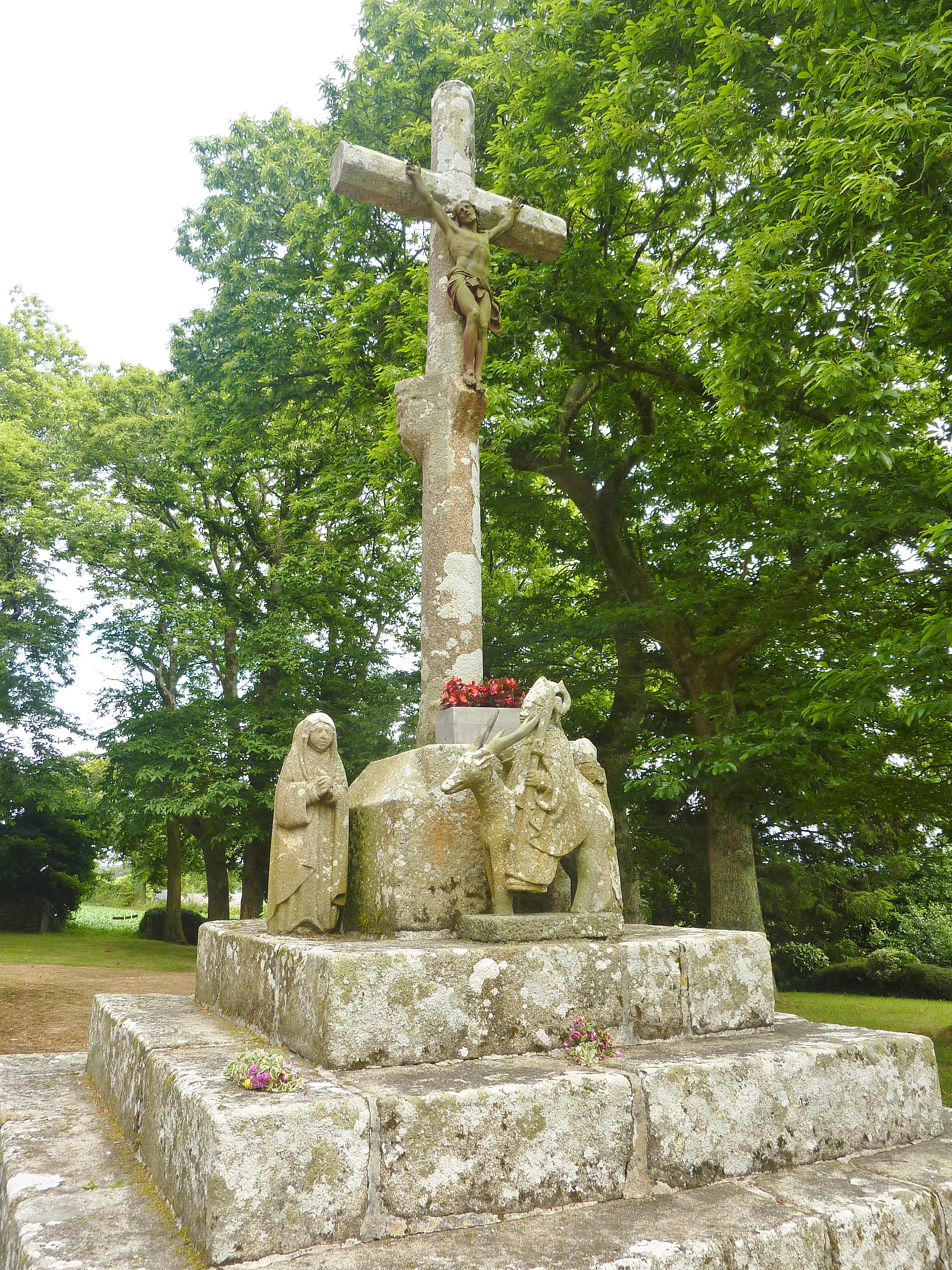
Le calvaire du placître : vue d'ensemble.
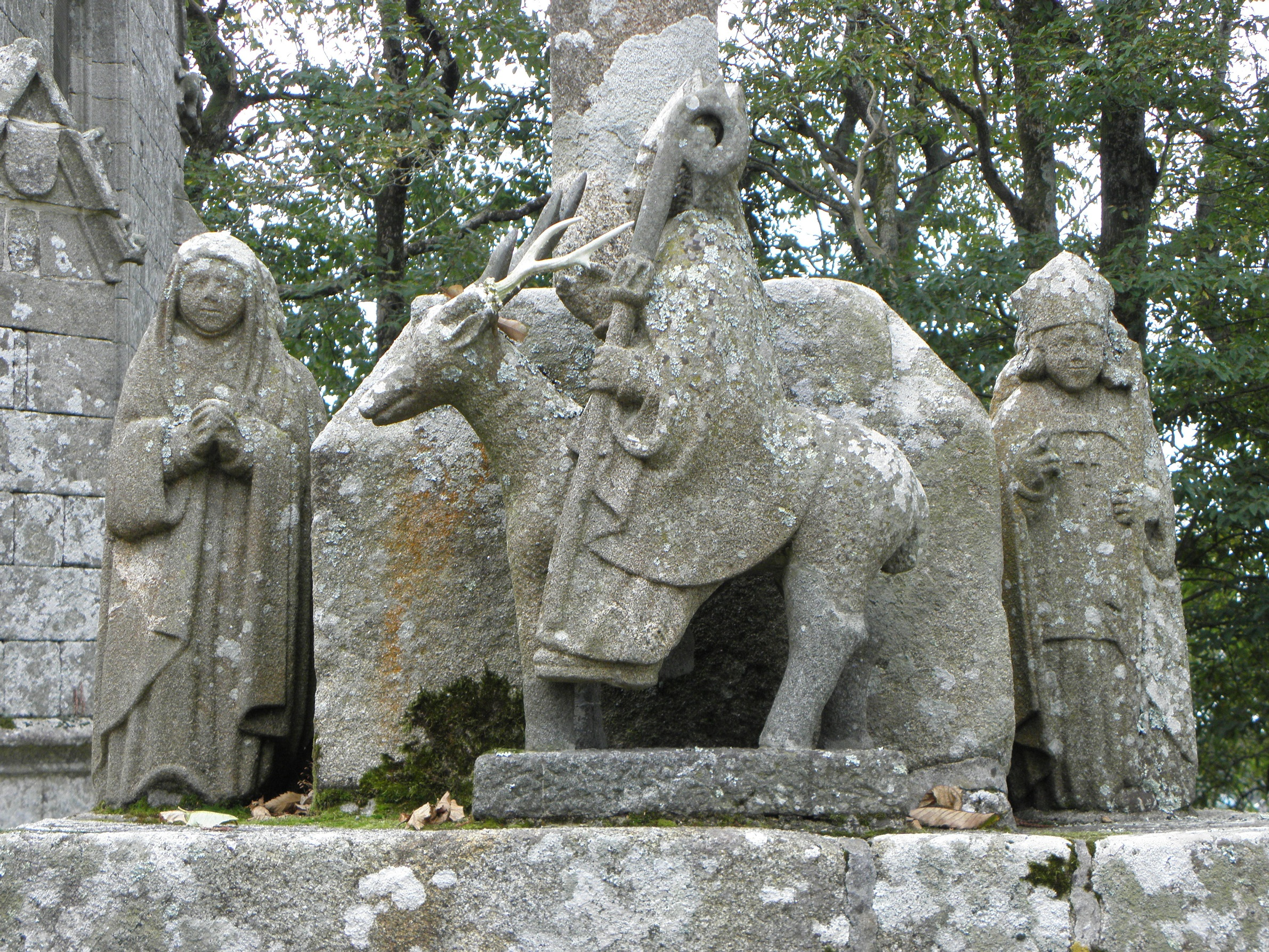
Calvaire de la chapelle : statues de la Vierge, Saint-Théleau et un saint évêque.

Le même auteur précise que la chapelle contient des statues de saint Théleau, saint Méen, Notre-Dame-de-Pitié, saint Sébastien, saint Alor (assimilé à saint Éloi et représenté en costume de garçon maréchal avec tablier de cuir et bonnet à retroussis ; il ferre un pied de cheval qu'il a coupé préalablement, pour faciliter l'opération. C'est aussi un trait de sa légende populaire).

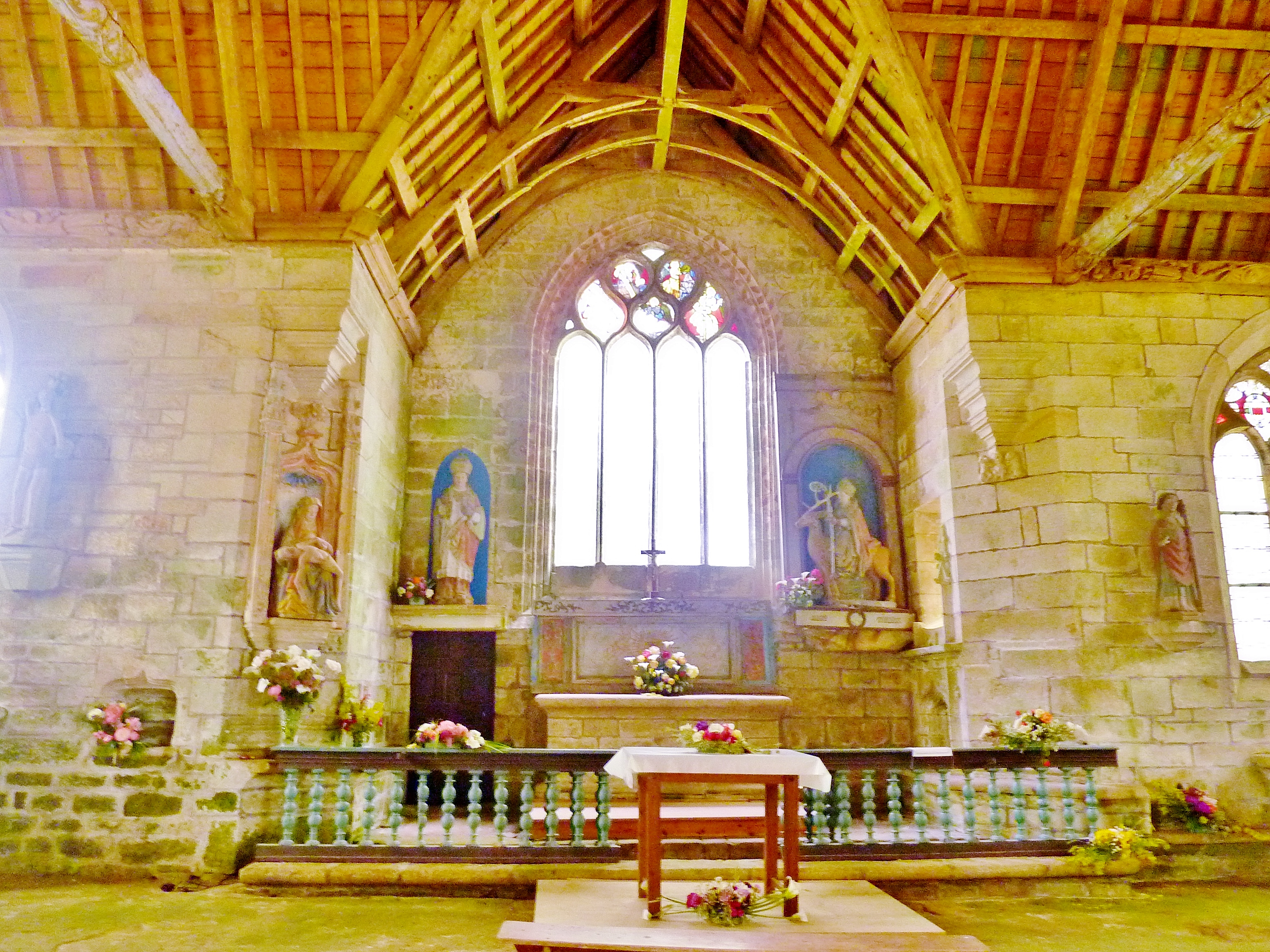
Plogonnec : chapelle Saint-Théleau, le chœur.
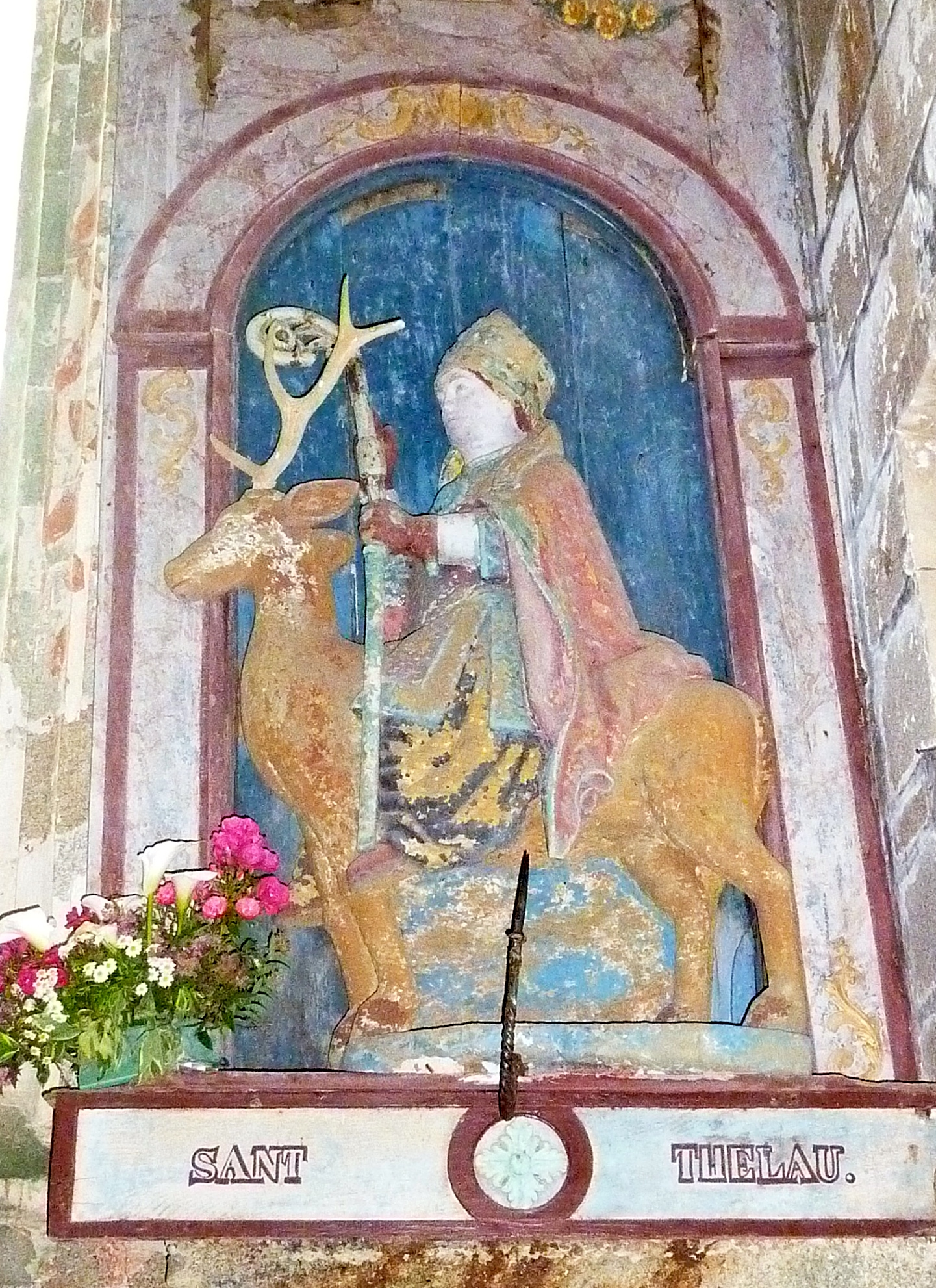
Plogonnec : chapelle Saint-Théleau, statue de saint Théleau.
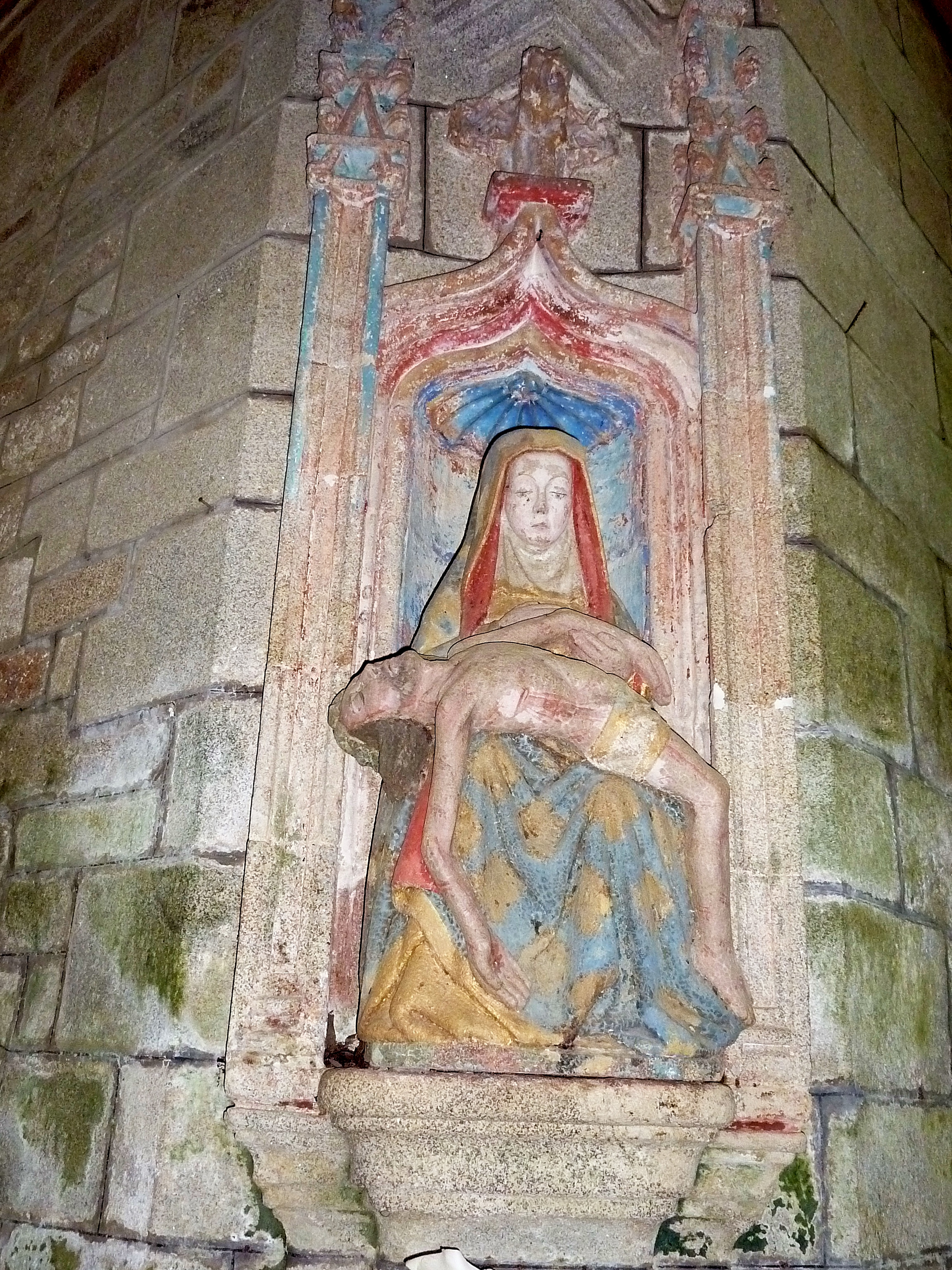
Plogonnec : chapelle Saint-Théleau, pietà.
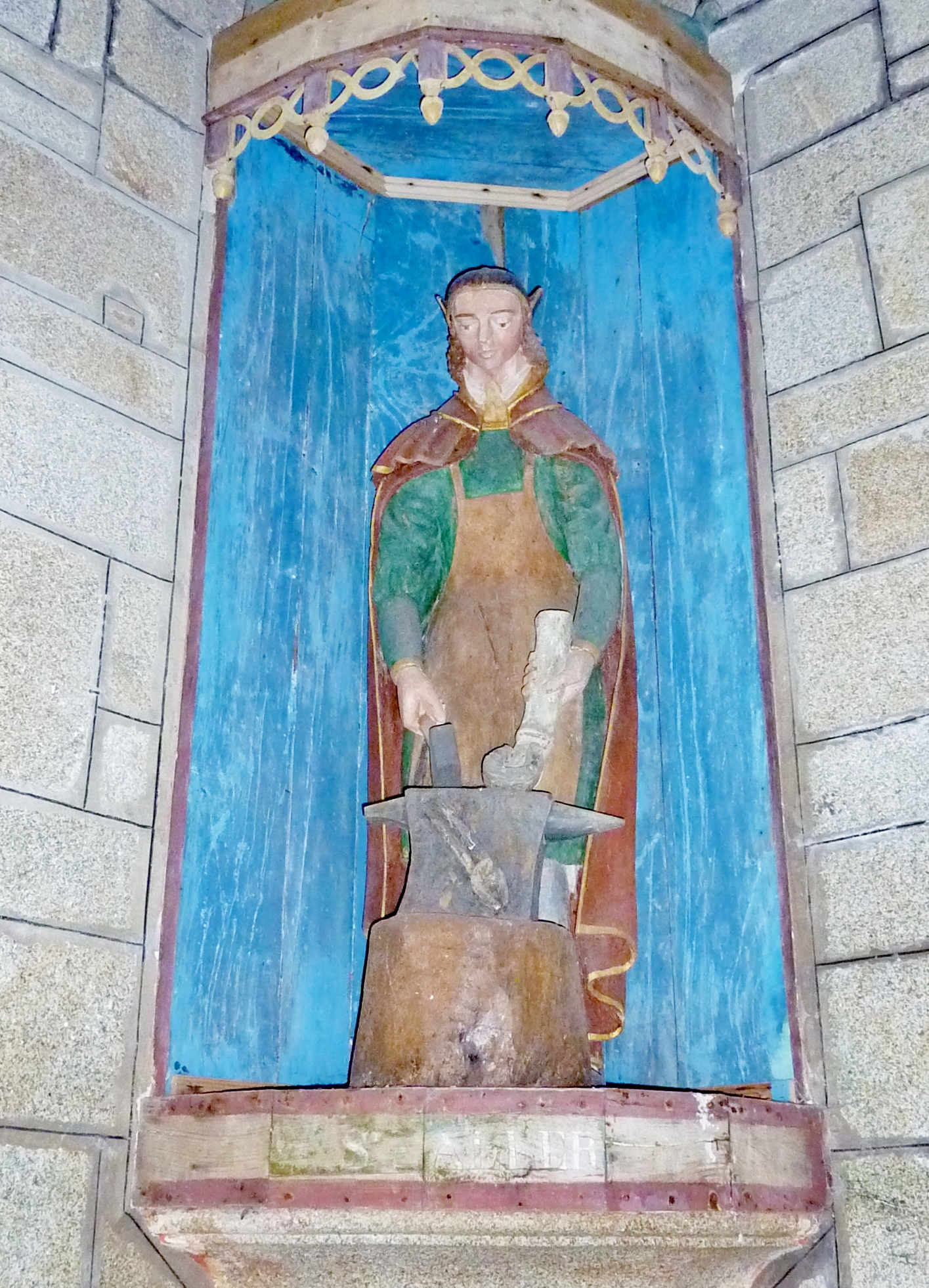
Plogonnec : chapelle Saint-Théleau, statue de saint Alor, assimilé à saint Éloi.
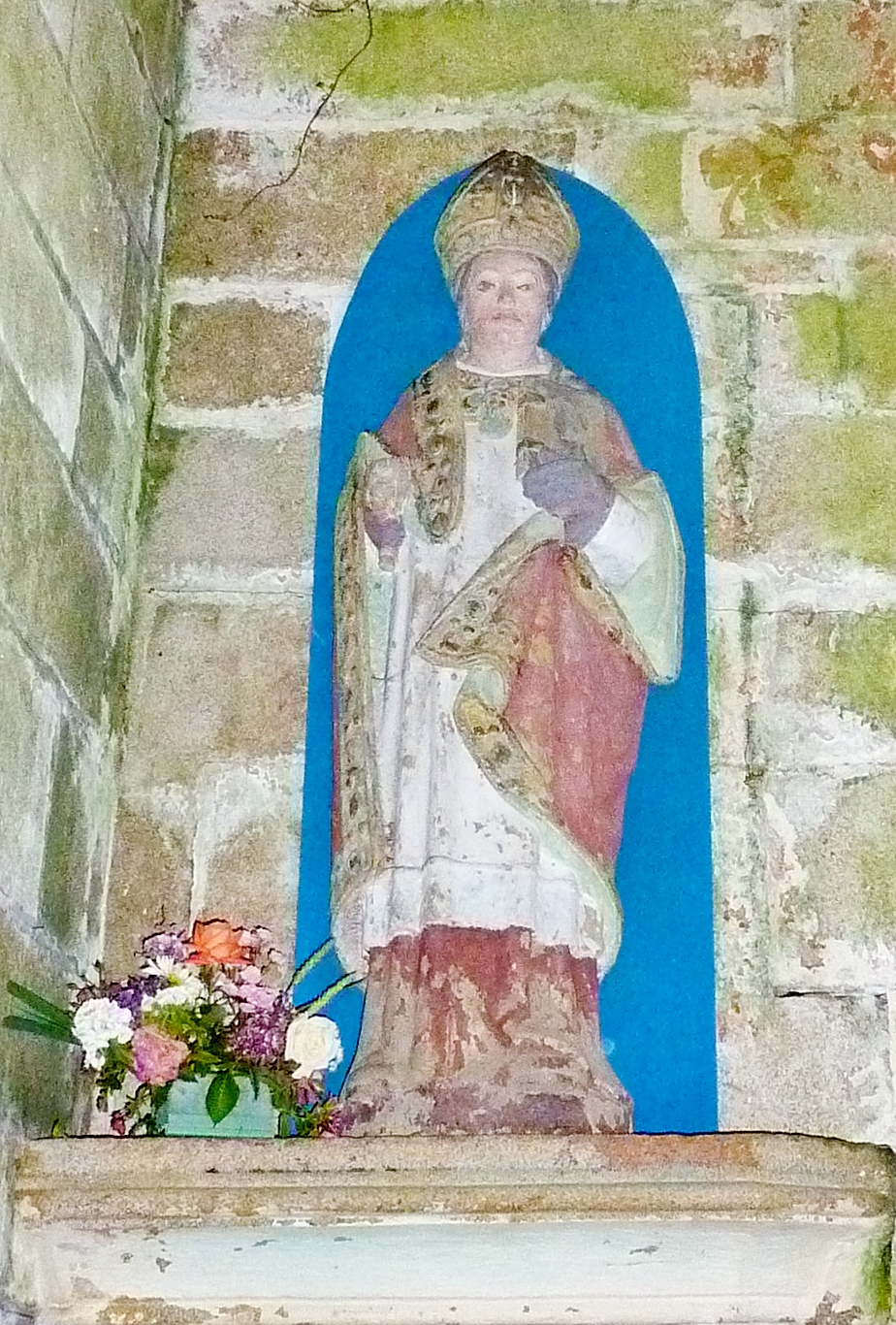
Plogonnec : chapelle Saint-Théleau, statue de saint Méen.